# André Brink
André Philippus Brink (29. května 1935, Vrede, Jižní Afrika – 6. února 2015) byl jihoafrický spisovatel píšící a v angličtině a afrikánštině, profesor angličtiny na univerzitě v Kapském Městě.
Hlavním tématem jeho děl je apartheid; byl několikrát nominován na Man Booker Prize. V češtině vyšlo několik jeho děl: Looking on Darkness (Pohled do tmy, Odeon 1981), An Instant in the Wind (Okamžik ve větru, Svoboda 1982), A Dry White Season (Dlouhé bílé sucho, Odeon, 1985), A Chain of Voices (Řetěz hlasů, Naše vojsko 1987), The Other Side of Silence (Odvrácená strana ticha, Alpress 2005).